# Colocleora hegemonica
Colocleora hegemonica là một loài bướm đêm trong họ Geometridae.